# Santa Margherita Ligure
Santa Margherita Ligure är en kommun i  storstadsregionen Genua, innan 2015 provinsen Genova, i regionen Ligurien i Italien, cirka 35 km sydost om Genua. Kommunen hade 9 024 invånare (2018). och gränsar till följande kommuner: Camogli, Portofino och Rapallo.
Santa Margheritas hamn används för både turism och fiske. En del av kommunens territorium ingår i Portofinos naturpark.

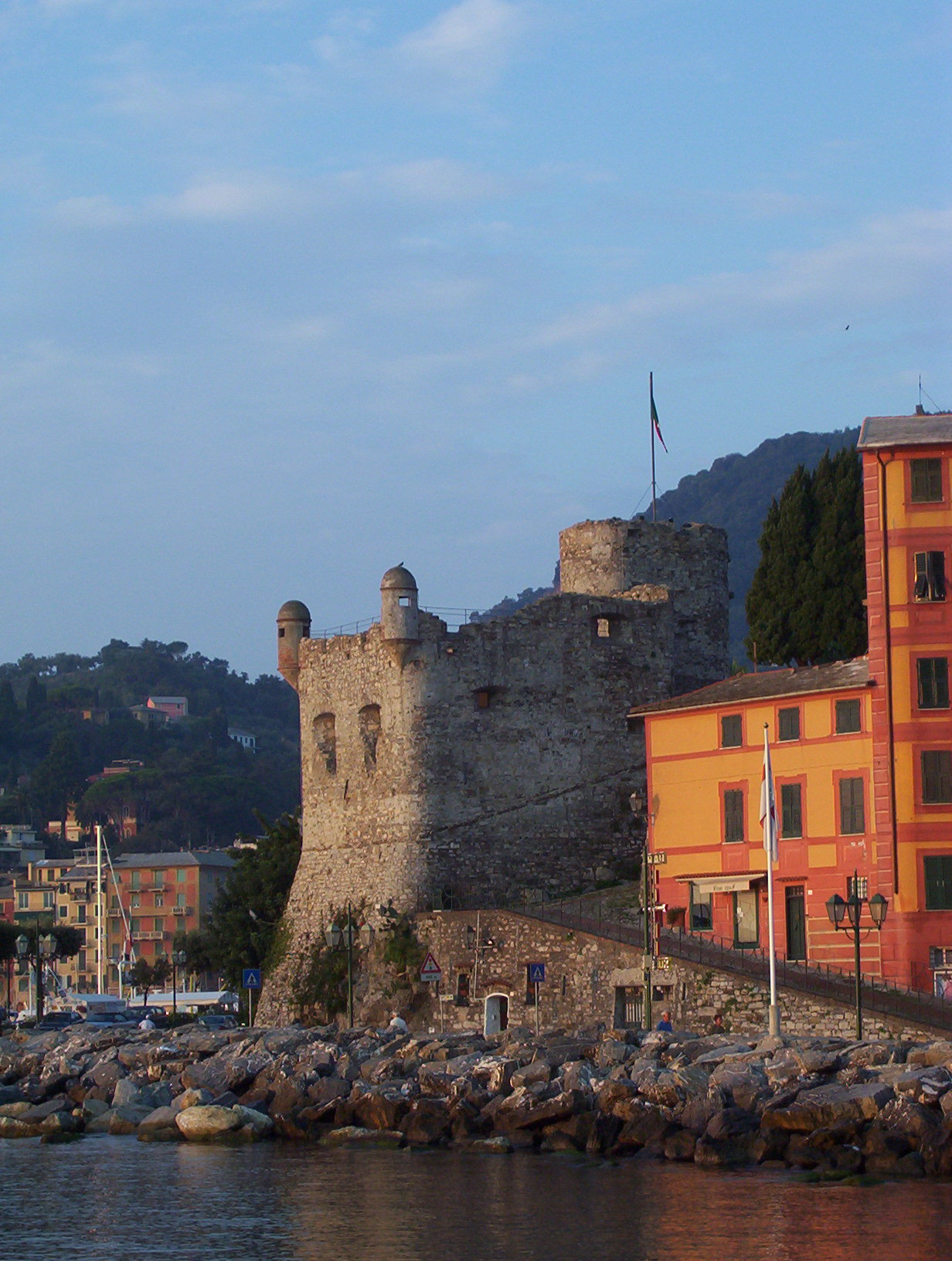
Fästning från 1500-talet.

## Historia
Närvaron av en romersk bosättning har inte säkert fastställts. Staden, känd som Pescino, ödelades av langobarderna 641 och av saracenerna på 900-talet. Senare blev staden län under familjen Fieschi fram till 1229, då den övertogs av Republiken Genua.
1432 anfölls staden av Republiken Venedigs flotta och 1549, tillsammans med Rapallo, av ottomanerna.
År 1813, under Napoleons dominans, förenades de två städerna Pescino och Corte till Porto Napoleone. Två år senare annekterades staden av Kungadömet Sardinien som kommunen Santa Margherita Ligure. År 1861 blev staden en del av det nyligen bildade Kungadömet Italien.
Sedan staden fick järnvägsförbindelse på 1900-talet blev den en känd turistort efter andra världskriget.

## Sevärdheter
- Castello di Santa Margherita Ligure byggdes av Republiken Genua 1550 som skydd mot ökande attacker av nordafrikanska pirater. Den designades av samma arkitekt som Rapallos fästning. Efter första världskriget restaurerades fästningen och tillägnades de italienska offren i detta krig.
- Basilica di Santa Margherita, byggd från 1658 på det som återstod av en kyrka från 1200-talet.
- Abbazia della Cervara, ett historiskt kloster vid vägen till Portofino.
- Villa Durazzo, ett komplex där två patriciervillor, en 1500-talsfästning och en park från 1600-talet.